# Marian Diamond
Marian Diamond (cognom de soltera Cleeves; Glendale, Califòrnia, 11 de novembre de 1926 – Oakland, Califòrnia, 25 de juliol de 2017) va ser una científica pionera estatunidenca i educadora, considerada una de les fundadores de la neurociència moderna. Amb el seu equip van ser els primers en publicar que el cervell pot canviar amb l'experiència i millorar amb l'enriquiment, un estudi que va trencar el paradigma i que va aportar les primeres dades conclusives que confirmaven el que ara coneixem com a plasticitat del cervell. La seva recerca en el cervell d'Albert Einstein va ajudar a accelerar la revolució científica que s'estava desenvolupant sobre les funcions de les cèl·lules glials del cervell. Les seves classes d'anatomia humana a YouTube van ser el segon curs universitari més popular al món l'any 2010. Va ser catedràtica d'anatomia a la Universitat de Califòrnia a Berkeley. En altres estudis publicats, va explorar les diferències entre el còrtex cerebral de rates mascles i femella, l'enllaç entre el pensament positiu i salut immunitària i el paper de les dones a la ciència.

## Biografia

### Primers anys
Va néixer a Glendale (Califòrnia), era la filla més petita de Montague Cleeves i Rosa Marian Wamphler Cleeves que van tenir altres cinc fills. El seu pare era un metge anglès i la seva mare una professora de llatí a l'Institut de Berkeley. Es va criar a La Crescenta. Va anar, igual que els seus germans, a l'escola propera de La Crescenta, a l'Institut Clark Junior, a l'Institut Glendale i, finalment, a la Glendale Community College, abans d'anar a la Universitat de Califòrnia, Berkeley.

### Carrera
Després de graduar-se l'any 1948, va passar un estiu a la Universitat d'Oslo (Noruega), abans de tornar a Berkeley per a finalitzar els seus estudis de postgrau, essent la primera estudiant de postgrau dona del departament d'anatomia. La seva tesi doctoral va ser «Interrelacions funcionals de l'hipotàlem i la neurohipòfisi», publicada el 1953.
Mentre preparava el seu doctorat va començar a ensenyar, esdevenint aquesta una passió que li va durar tota la vida, i va continuar fins ben entrada la vuitantena. Es va doctorar en anatomia humana.Després de treballar com a ajudant de recerca a la Universitat Harvard entre 1952 i 1953, va ser la primera dona professora de ciències a la Universitat Cornell; hi va treballar de 1955 a 1958, i hi va ensenyar biologia humana i anatomia comparada. Va retornar a la Universitat de Califòrnia a Berkeley l'any 1960 per a fer-hi de professora. Es va afegir a un projecte de recerca que estaven fent els psicòlegs David Krech, Mark Rosenzweig, i el químic Edward Bennett, com a neuroanatomista.
L'any 1964, Diamond va obtenir les primeres proves, a partir de les mides anatòmiques que «mostren la plasticitat de l'anatomia del còrtex cerebral dels mamífers». Aquests resultats espectaculars varen fer que es prestés atenció a la plasticitat de cervell i, com Diamond va escriure l'any 2009, «va obrir les portes als nostres experiments per continuar durant els següents trenta-set anys».
La Universitat de Berkeley la va convidar a ser Professora Associada l'any 1965, i més endavant va fer-la catedràtica i, finalment, catedràtica emèrita fins a la seva mort l'any 2017. L'any 1984, va tenir un nou i difícil repte, tot i que desitjat. Diamond i els seus associats varen tenir el «privilegi d'accedir a teixit suficient del cervell d'Albert Einstein» per a fer la primera anàlisi mai feta del seu cervell, de la qual varen publicar els resultats de la recerca. La publicació l'any 1985 de l'article «Sobre el Cervell d'un Científic: Albert Einstein» va crear certa controvèrsia al món acadèmic sobre la funció de les cèl·lules glials. Tanmateix, també va provocar una nova etapa d'interès en la neuròglia.

### Vida personal
L'any 1950 es va casar amb Richard Martin Diamond, amb qui va tenir quatre fills: Catherine Theresa (1953), Richard Cleeves (1955), Jeff Barja (1958), i Ann (1962). Es van divorciar l'any 1979, i ella es va casar amb Arnold Bernard Scheibel, l'any 1982.

### Pel·lícula documental
El documental My Love Affair with the Brain: The Life and Science of Dr. Marian Diamond (La meva història d'amor amb el cervell: La vida i la ciència de la Doctora Marian Diamond» és un documental de l'any 2017 que relata la vida de Diamond com a dona pionera de ciència, la seva curiositat i la seva passió pel cervell humà, així com la seva recerca i amor per l'ensenyança. Els dos directors i productors del film van seguir Marian Diamond amb les seves càmeres els últims cinc anys de la seva carrera professional de recerca i docència. Va rebre el Kavli-Or de Periodisme de Ciència de l'Associació Americana per a l'Avançament de la Ciència (AAAS, de l'anglès American Association for the Advancement of Science) com a millor documental de ciència en profunditat de 2017.